# Бертуг Їлдирим
Берту́г Озгю́р Їлдири́м (тур. Bertuğ Özgür Yıldırım, нар. 12 липня 2002, Кягитхане, Туреччина) — турецький футболіст, нападник французького «Ренна» та національної збірної Туреччини. На умовах оренди грає за іспанський «Хетафе».

## Ігрова кар'єра

### Клубна
Бертуг Їлдирим народився в одному з районів Стамбула — Кягитхане. Займатися футболом починав у молодіжній команді столичного клубу «Сариєр». У травні 2019 року нападник дебютував на дорослому рівні в основі «Сариєра» у Другій лізі чемпіонату Туреччини.
Перед початком сезону 2021/22перейшов до клубу Суперліги «Хатайспор» і 14 серпня того року зіграв свою першу гру в елітному дивізіоні. Після землетрусу у Туреччині в лютому 2023 року Суперліга була призупинена, а клуби з найбільш постраждалих регіонів знялися зі змагань. До кінця сезону на правах оренди виступав за клуб «Антальяспор».
А в серпні 2023 року підписав п'ятирічний контракт з клубом французької Ліги 1 — «Ренном».

### Збірна
У серпні 2022 року у складі збірної Туреччини (U-23) Бертуг Їлдирим став переможцем Ісламських ігор солідарності.
У вересні 2023 року у матчі відбору до Євро-2024 проти команди Вірменії Їлдирим дебютував у складі національної збірної Туреччини і в тому ж матчі відзначився забитим голом.

## Статистика виступів

### Статистика виступів за збірну
Станом на 14 жовтня 2024 року
| Дата       | Місто     | Господарі | Результат | Гості      | Турнір                               | Голи | Примітки |
| ---------- | --------- | --------- | --------- | ---------- | ------------------------------------ | ---- | -------- |
| 8-9-2023   | Ескішехір | Туреччина | 1 – 1     | Вірменія   | Відбір до ЧЄ 2024                    | 1    | 80' 86'  |
| 12-9-2023  | Генк      | Японія    | 4 – 2     | Туреччина  | товариський матч                     | 1    |          |
| 12-10-2023 | Осієк     | Хорватія  | 0 – 1     | Туреччина  | Відбір до ЧЄ 2024                    | -    | 75' 89'  |
| 11-10-2024 | Самсун    | Туреччина | 1 – 0     | Чорногорія | Ліга націй УЄФА 2024-2025 - 1-й етап | -    | 46'      |
| 14-10-2024 | Рейк'явік | Ісландія  | 2 – 4     | Туреччина  | Ліга націй УЄФА 2024-2025 - 1-й етап | -    | 90+3'    |
| Усього     |           | Матчів    | 5         |            | Голів                                | 2    |          |

## Титули
Туреччина (U-23)
 Переможець Ісламських ігор солідарності: 2021